# Марија Волш (политичарка)
Марија Волш (Бостон, 11. јун 1987) је ирска политичарка која је од јула 2019. посланица Европског парламента из Ирске за изборну јединицу Мидлендс–Северозапад. Чланица је Уједињене Ирске странке (Фине Гаел), чланице Европске народне странке . Изван политике, позната је по победи на избору Тралијска Руже 2014 године.

## Младост и образовање
Марија Волш је рођена у Бостону, Масачусетс, 11. јуна 1987. Њена мајка, Норин, одрасла је у Летемору, Конемар, у округу Голвеј, док је њен отац Винсент из Рондфорта у округу Мејо . Марија има три брата и сестре: Кевина, Елин и Мајкла. Породица се преселила у Шрул, округ Мејо у Ирској 1994године. По завршетку школе, преселила се у Њујорк у Сједињеним Америчким Државама, а затим се преселила у Филаделфију 2011.    
У периоду од 2017. до 2019. године, Марија је служила као члан резервног састава Ирске војске у Коњичком корпусу (1. оклопна коњичка ескадрила) са седиштем у центру за обуку одбрамбених снага, камп Кура . 

## Тралијска ружа 2014
Тралијска ружа 2014. је 55. издање годишњег ирског међународног фестивала одржаног од 15. до 19. августа 2014. године. Финале такмичења директно је преносила ирска телевизија. Марија Волш, која се такмичила као ружа из Филаделфије, крунисана је за победницу такмичења 19. августа. Тада је имала 27 година и преселила се у Филаделфију 2011.    Као носилац титуле Тралијске Руже, Марија Волш се састала са председником САД Бараком Обамом у Белој кући на Дан Светог Патрика 2015. 

## Политичка каријера

### Избори за Европски парламент 2019
Марија је први пут ушла у изборну трку на изборима за Европски парламент 2019 . Марија је на тим изборима изабрана за посланицу у Европском парламенту из изборне јединице Мидленд -Северозапад као чланица Уједињене Ирске странке и Европске народне странке . Била је трећа од четири успешна кандидата; а испред ње су били  Мерид МекГинис, такође из Уједињене Ирске странке и незабисни кандидат Лук „Минг“ Фланаган. За разлику од Марије, остала три успешна кандидата су већ били посланици ЕП за изборну јединицу. 

### У Европском парламенту
У октобру 2019., Марија је, заједно са колегама из Уједињене Ирске странке, гласала против резолуције ЕУ о повећању броја спасилачких бродова на Медитерану. Марија је тада изјавила да она заправо подржава повећање броја спасилачких мисија на Медитерану, али је цитирала члан резолуције који налаже да се радарске информације деле међу свим бродовима у Медитерану, а то је одредба за коју је Марија сугерисала да има супротан ефекат и која би помогла кријумчарима људи да избегну власти. Резолуција је одбијена са разликом од два гласа.  
Са обзиром на то да има двојно држављанство (америчко и ирско), Марија је имала право да гласа на америчким председничким изборима 2020. и то је учинила, дајући свој глас Џоу Бајдену . 
У фебруару 2020. године, Марија је подржала вето на импламентацију бројних енергетских пројеката широм Европе који су укључивали 55 пројеката у вези са фосилним горивима . Марија је била један од само три члана Европске Хародне Странке који су то учинили. Један од тих пројеката о којима је реч је далековод за течни природни гас у Балилонгфорду у округу Кери, за који критичари сматрају може  бити коришћен за  допремање увезеног фрактурираног гаса у Ирску из САД и Канаде . Наводећи разлоге свог гласања, Марија је подвукла своје противљење хидрауличком фрактурирању . Вето није прошао, али су је колеге ирски посланици у Европском парламенту из Зелене партије похвалили за њене поступке.  
У јуну 2021. године, говорећи у Европском парламенту, Марија је позвала да се више пажње посвети сексуалним и репродуктивним правима у образовању након објављивања извештаја ЕУ који позива на већа права за жене широм земаља чланица. 
У јулу 2021. Марија је подржала правни поступак Европске комисије против Мађарске и Пољске због њихових покушаја да уведу законе који се односе на ЛГБТ+ заједницу . Марија је тада изјавила де је током њеног мандата изгласано неколико резолуција а једна од њих је против иницијативе Пољске да формира зоне без ЛГБТ популације . Марија је тада најавила да ће присуствовати паради поноса у Будимпешти, са циљем да покаже мађарској ЛГБТ заједници да је ЕУ стала уз њих. 

## Лични живот
Марија је објавила да је припадница ЛГБТ заједнице пет дана пошто је проглашена победницом Тралијске Руже 2014. године.   